# Sara Lowe
Sara Lowe, född den 30 april 1984 i Dallas, Texas, är en amerikansk konstsimmare.
Hon tog OS-brons i lagtävlingen i konstsim i samband med de olympiska konstsimstävlingarna 2004 i Aten.